# Edward Binns
Edward Binns (Filadelfia, 12 settembre 1916 – Brewster, 4 dicembre 1990) è stato un attore statunitense.

## Biografia
Edward Binns debuttò nel 1950, con un ruolo non accreditato di soldato nel film Okinawa, e in televisione nell'episodio Portrait of a Madonna della serie televisiva Actor's Studio, andato in onda il 26 settembre 1948, nel ruolo di un dottore.
Recitò in oltre 30 film dal 1950 al 1988 e apparve in 140 produzioni televisive dal 1948 al 1986. Fu accreditato anche con i nomi Eddie Binns e Ed Binns.
Morì per un infarto a Brewster, New York, il 4 dicembre 1990, a 74 anni, e fu cremato.

## Filmografia

### Cinema
- Okinawa (Halls of Montezuma), regia di Lewis Milestone (1950)
- Teresa, regia di Fred Zinnemann (1951)
- Sangue sotto la luna (Without Warning!), regia di Arnold Laven (1952)
- Squadra omicidi (Vice Squad), regia di Arnold Laven (1953)
- I giganti uccidono (Patterns), regia di Fielder Cook (1956)
- L'ora scarlatta (The Scarlet Hour), regia di Michael Curtiz (1956)
- L'alibi era perfetto (Beyond a Reasonable Doubt), regia di Fritz Lang (1956)
- La parola ai giurati (12 Angry Men), regia di Sidney Lumet (1957)
- La città del ricatto (Portland Exposé), regia di Harold D. Schuster (1957)
- Young and Dangerous, regia di William F. Claxton (1957)
- Frenesia del delitto (Compulsion), regia di Richard Fleischer (1959)
- Imputazione omicidio (The Man in the Net), regia di Michael Curtiz (1959)
- L'uomo senza corpo (Curse of the Undead), regia di Edward Dein (1959)
- Intrigo internazionale (North by Northwest), regia di Alfred Hitchcock (1959)
- Il diavolo in calzoncini rosa (Heller in Pink Tights), regia di George Cukor (1960)
- Desiderio nella polvere (Desire in the Dust), regia di William F. Claxton (1960)
- Vincitori e vinti (Judgment at Nuremberg), regia di Stanley Kramer (1961)
- A Public Affair, regia di Bernard Girard (1962)
- Le avventure di un giovane (Hemingway's Adventures of a Young Man), regia di Martin Ritt (1962)
- A prova di errore (Fail-Safe), regia di Sidney Lumet (1964)
- Tempo di guerra, tempo d'amore (The Americanization of Emily), regia di Arthur Hiller (1964)
- I dominatori della prateria (The Plainsman), regia di David Lowell Rich (1966)
- La tigre in corpo (Chubasco), regia di Allen H. Miner (1967)
- Patton, generale d'acciaio (Patton), regia di Franklin J. Schaffner (1970)
- The Tell-Tale Heart, regia di Steve Carver (1971) - corto
- Lovin' Molly, regia di Sidney Lumet (1974)
- Bersaglio di notte (Night Moves), regia di Arthur Penn (1975)
- Diary of the Dead, regia di Arvin Brown (1976)
- Oliver's Story, regia di John Korty (1978)
- The Pilot, regia di Cliff Robertson (1980)
- Il verdetto (The Verdict), regia di Sidney Lumet (1982)
- Whatever It Takes, regia di Bob Demchuk (1986)
- After School, regia di William Olsen (1988)

### Televisione
- Actor's Studio – serie TV, un episodio (1948)
- The Big Story – serie TV, un episodio (1951)
- Pulitzer Prize Playhouse – serie TV, un episodio (1951)
- The Web – serie TV, un episodio (1952)
- The Real Glory – film TV (1952)
- Police Story – serie TV, un episodio (1952)
- Horns of a Dilemma – film TV (1952)
- The Doctor – serie TV, episodi 1x32-1x42 (1953)
- Omnibus – serie TV, un episodio (1953)
- Joseph Schildkraut Presents – serie TV, un episodio (1953)
- Pentagon U.S.A. – serie TV (1953)
- Danger – serie TV, 7 episodi (1951-1954)
- Suspense – serie TV, un episodio (1954)
- Inner Sanctum – serie TV, 4 episodi (1954)
- You Are There – serie TV, 2 episodi (1955)
- Robert Montgomery Presents – serie TV, 4 episodi (1952-1955)
- The Elgin Hour – serie TV, un episodio (1955)
- Star Tonight – serie TV, un episodio (1955)
- I segreti della metropoli (Big Town) – serie TV, un episodio (1955)
- Kraft Television Theatre – serie TV, 3 episodi (1953-1955)
- Mr. Citizen – serie TV, un episodio (1955)
- Climax! – serie TV, episodio 1x36 (1955)
- Lux Video Theatre – serie TV, 2 episodi (1952-1955)
- Schlitz Playhouse of Stars – serie TV, 2 episodi (1953-1955)
- Studio One – serie TV, 2 episodi (1952-1955)
- The United States Steel Hour – serie TV, 4 episodi (1954-1955)
- The Philco Television Playhouse – serie TV, 3 episodi (1953-1955)
- Star Stage – serie TV, 2 episodi (1955-1956)
- Justice – serie TV, un episodio (1956)
- The Fisher Family – serie TV, un episodio (1956)
- The Alcoa Hour – serie TV, 2 episodi (1956-1957)
- Conflict – serie TV, episodio 1x13 (1957)
- Goodyear Theatre – serie TV, episodio 1x02 (1957)
- Gunsmoke – serie TV, episodio 3x06 (1957)
- Alfred Hitchcock presenta (Alfred Hitchcock Presents) – serie TV, un episodio (1957)
- Navy Log – serie TV, episodi 1x05-3x08 (1955-1957)
- Il tenente Ballinger (M Squad) – serie TV, un episodio (1957])
- Have Gun - Will Travel – serie TV, episodio 1x15 (1957)
- The Court of Last Resort – serie TV, episodio 1x17 (1958)
- L'uomo ombra (The Thin Man) – serie TV, episodio 1x25 (1958)
- Telephone Time – serie TV, episodio 3x28 (1958)
- Richard Diamond (Richard Diamond, Private Detective) – serie TV, un episodio (1958)
- Avventure in elicottero (Whirlybirds) – serie TV, 2 episodi (1957-1958)
- Suspicion – serie TV, 2 episodi (1957-1958)
- Matinee Theatre – serie TV, 2 episodi (1957-1958)
- Kraft Television Theatre – serie TV, 7 episodi (1953-1958)
- Letter to Loretta – serie TV, un episodio (1958)
- The Rifleman – serie TV, un episodio (1958)
- State Trooper – serie TV, 2 episodi (1959)
- Special Agent 7 – serie TV, 2 episodi (1959)
- Alcoa Theatre – serie TV, 2 episodi (1957-1960)
- Alcoa Presents: One Step Beyond – serie TV, un episodio (1960)
- Armstrong Circle Theatre – serie TV, un episodio (1960)
- The Aquanauts – serie TV, episodio 1x01 (1960)
- Outlaws – serie TV, episodio 1x05 (1960)
- I detectives (The Detectives) – serie TV, episodio 2x12 (1960)
- June Allyson Show (The DuPont Show with June Allyson) – serie TV, episodio 2x19 (1961)
- Thriller – serie TV, episodio 1x21 (1961)
- The Deputy – serie TV, un episodio (1961)
- I racconti del West (Zane Grey Theater) – serie TV, 2 episodi (1958-1961)
- Carovana (Stagecoach West) – serie TV, episodio 1x27 (1961)
- The Asphalt Jungle – serie TV, un episodio (1961)
- Perry Mason – serie TV, 2 episodi (1961)
- The Investigators – serie TV, episodio 1x06 (1961)
- The New Breed – serie TV, episodio 1x14 (1962)
- General Electric Theater – serie TV, episodio 10x23 (1962)
- Lotta senza quartiere (Cain's Hundred) – serie TV, episodio 1x30 (1962)
- Scacco matto (Checkmate) – serie TV, episodio 2x31 (1962)
- Stoney Burke – serie TV, un episodio (1962)
- Saints and Sinners – serie TV, un episodio (1962)
- Dakota (The Dakotas) – serie TV, episodio 1x01 (1963)
- Route 66 – serie TV, 2 episodi (1960-1963)
- The Dick Powell Show – serie TV, 2 episodi (1963)
- Gli intoccabili (The Untouchables) – serie TV, 2 episodi (1963)
- Death Valley Days – serie TV, un episodio (1963)
- The Littlest Hobo – serie TV, un episodio (1963)
- Ai confini della realtà (The Twilight Zone) – serie TV, 2 episodi (1960-1964)
- The Nurses – serie TV, 2 episodi (1962-1965)
- La parola alla difesa (The Defenders) – serie TV, 5 episodi (1961-1964)
- Carovane verso il west (Wagon Train) – serie TV, 3 episodi (1961-1964)
- Combat! – serie TV, un episodio (1964)
- Polvere di stelle (Bob Hope Presents the Chrysler Theatre) – serie TV, un episodio (1964)
- Suspense – serie TV, un episodio (1964)
- Brenner – serie TV, 19 episodi (1959-1964)
- Slattery's People – serie TV, un episodio (1964)
- Viaggio in fondo al mare (Voyage to the Bottom of the Sea) – serie TV, un episodio (1964)
- Twelve O'Clock High – serie TV, un episodio (1964)
- Karen – serie TV, un episodio (1965)
- Daniel Boone – serie TV, episodio 1x28 (1965)
- A Man Called Shenandoah – serie TV, episodio 1x03 (1965)
- Il fuggiasco (The Fugitive) – serie TV, 3 episodi (1963-1965)
- Seaway: acque difficili (Seaway) – serie TV, un episodio (1965)
- Blue Light – serie TV, un episodio (1966)
- Cavaliere solitario (The Loner) – serie TV, un episodio (1966)
- Il dottor Kildare (Dr. Kildare) – serie TV, 4 episodi (1961-1966)
- Hawk l'indiano (Hawk) – serie TV, episodio 1x07 (1966)
- I giorni di Bryan (Run for Your Life) – serie TV, episodi 2x16-2x17 (1967)
- Capitan Nice (Captain Nice) – serie TV, episodio 1x04 (1967)
- Laredo – serie TV, un episodio (1967)
- Tarzan – serie TV, episodi 1x26-1x27 (1967)
- Coronet Blue – serie TV, un episodio (1967)
- Selvaggio west (The Wild Wild West) – serie TV, episodio 4x19 (1969)
- Al banco della difesa (Judd for the Defense) – serie TV, 2 episodi (1969)
- Bonanza – serie TV, episodio 11x14 (1970)
- F.B.I. (The F.B.I.) – serie TV, 2 episodi (1968-1970)
- Operazione ladro (It Takes a Thief) – serie TV, 10 episodi (1969-1970)
- Insight – serie TV, 3 episodi (1967-1970)
- Il virginiano (The Virginian) – serie TV, 4 episodi (1964-1970)
- The Bold Ones: The Senator – serie TV, 2 episodi (1970)
- Reporter alla ribalta (The Name of the Game) – serie TV, un episodio (1970)
- I nuovi medici (The Bold Ones: The New Doctors) – serie TV, un episodio (1971)
- Ironside – serie TV, un episodio (1971)
- The Sheriff – film TV (1971)
- Dottor Simon Locke – serie TV (Dr. Simon Locke) (1971)
- Fireball Forward – film TV (1972)
- Hunter – film TV (1973)
- Hawaii squadra cinque zero (Hawaii Five-O) – serie TV, un episodio (1973)
- Chopper One – serie TV, un episodio (1974)
- Uno sceriffo a New York (McCloud) – serie TV, un episodio (1974)
- Cannon – serie TV, un episodio (1974)
- Il cacciatore (The Manhunter) – serie TV, un episodio (1975)
- Caribe – serie TV, un episodio (1975)
- Poliziotto di quartiere (The Blue Knight) – serie TV, un episodio (1976)
- 20 Shades of Pink – film TV (1976)
- Just an Old Sweet Song – film TV (1976)
- Pepper Anderson agente speciale (Police Woman) – serie TV, un episodio (1976)
- Sulle strade della California (Police Story) – serie TV, 3 episodi (1975-1976)
- M*A*S*H – serie TV, un episodio (1977)
- Agenzia Rockford (The Rockford Files) – serie TV, un episodio (1977)
- Lucan – serie TV, un episodio (1977)
- Alice – serie TV, un episodio (1978)
- Stubby Pringle's Christmas – film TV (1978)
- Once Upon a Classic – serie TV, un episodio (1979)
- The Power Within – film TV (1979)
- Battles: The Murder That Wouldn't Die – film TV (1980)
- F.D.R.: The Last Year – film TV (1980)
- A Conflict of Interest – film TV (1982)
- The Leatherstocking Tales – miniserie TV (1984)
- Spenser: For Hire – serie TV, un episodio (1986)
- Un giustiziere a New York (The Equalizer) – serie TV, un episodio (1986)

## Doppiatori italiani
- Bruno Persa in A prova di errore, Patton, generale d'acciaio
- Vinicio Sofia in L'alibi era perfetto
- Gualtiero De Angelis in La parola ai giurati
- Ferruccio Amendola in Bersaglio di notte
- Carlo Alighiero in Il verdetto